# 무이초등학교
무이초등학교는 대한민국 강원특별자치도 평창군 봉평면 사리평길 233 (무이리)에 있었던 학교이다.

## 연혁
- 1956년 4월 5일 봉평국민학교 무이분교장 설립인가
- 1966년 3월 1일 무이국민학교 인가
- 1996년 3월 1일 무이초등학교로 개칭
- 1999년 3월 1일 봉평초등학교로 통폐합